# ドミニク・クレメ
ドミニク・クレメ（Dominic Klemme、1986年10月31日 - ）は、ドイツ、レムゴー出身の自転車競技（ロードレース）選手。

## 来歴
2007年
- ドイツ選手権 U23 個人ロード 優勝
- 世界選手権 U23 個人ロード 7位
- シュパルカセン・ミュンスターラント・ギーロ 8位

2008年
- ドライヴェンクルス・オヴェライス 優勝
- ツール・ド・ラブニール 区間2勝
- 世界選手権 U23 個人ロード 13位

2009年
2010年
- ヘル・ファン・ヘット・メルヘラント 3位
- グランプリ・ハーニング 4位
- パリ〜ルーベ 14位
- ルント・ウム・ケルン 9位
- ブエルタ・ア・エスパーニャ 総合155位完走

2011年
- ル・サミン 優勝
- ツアー・オブ・ブリテン 総合16位

2012年
2013年